# IBM PS/1
PS/1 är en akronym som står för Personal System 1. Detta var en uppföljare på IBM:s andra generation av persondatorer. Datorsystemet presenterades 1990 och var ett försök av IBM att komma in i hemmen. Hemdator var på mode och IBM presenterade denna dator som byggde på Intels 80286 som arbetade vid 10 MHz. Senare släpptes dock PS/1 med Intel 80386- och 80486-processorer.
Datorn blev aldrig den succé IBM hoppats på och detta byggde på vissa inbyggda enheter i datorn. Ett av problemen var att den hade nätaggregatet inbyggt i skärmen vilket omöjliggjorde att man kunde para ihop den med någon nyare eller större skärm.
Datorn kom med MS-DOS och Microsoft Windows istället för IBM:s egna produkter som PC-DOS och OS/2.
PS/1 ersattes 1994 av IBM Aptiva.